# Петренко, Валентина Александровна
Валенти́на Алекса́ндровна Петре́нко (род. 23 августа 1955, Казахская ССР, СССР) — российская женщина-политик, народный депутат России (1990—1993), член Совета Федерации от Республики Хакасия в 2001—2018 годах. Член комитета Совета Федерации по социальной политике в 2001—2018 годах. Доктор педагогических наук.

## Биография
Родилась 23 августа 1955 года в Казахстане. Свободно владеет польским, английским и испанским языками. В 1977 году окончила Ростовский государственный педагогический институт по специальности «учитель биологии и химии».
С 1979 по 1988 год работала сначала инструктором в Ленинском райкоме КПСС, затем — секретарём и первым секретарём Ростовского обкома ВЛКСМ. С мая 1988 по 1991 год была председателем исполкома райсовета и первым секретарем Железнодорожного райкома КПСС Ростова-на-Дону.
В 1989 году окончила Ростовскую высшую партийную школу (специалист в области партийного и советского строительства, преподаватель научного коммунизма). Доктор педагогических наук.
В одной из программ «Пусть говорят» (06.11.2011) Валентина Петренко сообщила, что в период обучения в Ростове посещала лекции Андрея Чикатило, который в тот период работал преподавателем. Сенатор подвергла резкой критике содержание его лекций.
В 1990 году была избрана народным депутатом РСФСР (была председателем одного из райсоветов Ростова-на-Дону). С осени 1993 года, после роспуска Верховного Совета, работала заместителем главы администрации Ростовской области по общим вопросам. Позже получила должность советника в Министерстве иностранных дел РФ.
В декабре 1993 года в Ростове-на-Дону группа уголовников ворвалась в школу и взяла в заложники группу детей и учительницу, потребовав выкупа. Они потребовали 10 млн долларов США и вертолет для вылета. Валентина Петренко была среди тех, кто вел переговоры с террористами, уговаривая отпустить детей и предложила себя в заложники вместо детей. В итоге требования террористов частично удовлетворили, они вылетели на вертолете в Дагестан, где в дальнейшем были задержаны. Согласно воспоминаниям пилота Валентина Падалки, В. Петренко предупредила террористов о готовящемся захвате. Указом Президента Российской Федерации от 27 мая 1994 года Валентина Петренко была награждена орденом «За личное мужество» «за мужество и самоотверженность, проявленные при проведении операции по освобождению заложников».
В 1996 году была принята на работу в службу безопасности Президента РФ, где работала в должности консультанта начальника, а позже в Главном управлении Президента РФ по вопросам внутренней и внешней политики в качестве заместителя начальника управления по вопросам взаимодействия с субъектами РФ, советником председателя Правительства РФ. В 1998 году работала заместителем начальника управления по организации работы Совета Федерации и взаимосвязи с органами государственной власти субъектов РФ аппарата Совета Федерации.
26 апреля 2001 года стала членом Совета Федерации от правительства Республики Хакасия. С января 2002 года возглавляла комитет Совета Федерации по социальной политике и здравоохранению. С августа 2002 года — член коллегии Министерства труда и социального развития РФ. В 2012 году была избрана председателем Всероссийского общественного движения «Матери России». Заместитель председателя исполкома Общенационального совета «Российской партии жизни», позднее влившейся в «Справедливую Россию».
В 2004 году Петренко защитила докторскую диссертацию по теме «Теоретические и организационно-педагогические основы системы социализации учащейся молодежи». Десять лет спустя сообщество «Диссернет» опубликовало анализ докторской диссертации Петренко, в ходе которого были выявлены некорректные заимствования из других работ, сделанные с нарушениями правил и требований, предъявляемых регламентом ВАК и другими нормативными документами.
В апреле 2013 года исключена из партии «Справедливая Россия». По словам Николая Левичева, «за невыполнение главных партийных своих обязанностей, предусмотренных уставом партии, попросту утраты связи с партией». Сама Петренко возражала, что уже давно вышла из «Справедливой России» и является членом «Единой России».
11 ноября 2015 года Валентина Петренко презентовала карикатуру на сатирический журнал Charlie Hebdo. Карикатуру сопровождают две надписи: «Шарли Эбдо — не люди: уроды!», а также «Ад приветствует Шарли Эбдо» с ошибкой. Между тем издание «Коммерсантъ» отметило, что карикатура очень напоминает картинку украинского художника и музыканта Юрия Журавля, изображающую сидящих в котле политиков времён президентства Виктора Януковича.
Полномочия члена Совета Федерации закончились 16 ноября 2018 года, когда место Валентины Петренко занял Валерий Усатюк.

## Награды

### Ордена и медали
- Орден «За личное мужество» (27 мая 1994 года) — за мужество и самоотверженность, проявленные при проведении операции по освобождению заложников[7]
- Орден Почета (2007)[2][15]
- Медаль ордена «За заслуги перед Отечеством» II степени (2014)[2]
- медаль «В память 300-летия Санкт-Петербурга»
- медаль «В память 1000-летия Казани»

### Знаки и почётные звания
- Почётная грамота Правительства Российской Федерации (2005, 2008)[15]
- Действительный государственный советник III класса (1996)[15]
- Почётный знак Совета Федерации «За заслуги в развитии парламентаризма».
- Действительный член Российской академии естественных наук.
- Действительный член Муниципальной академии Российской Федерации.

## Личная жизнь
Замужем, имеет дочь.
Благодаря своей оригинальной причёске Петренко стала героем большого количества мемов. Профессиональный стилист Ашот Асланян убеждён, что это парик. В одном из интервью Петренко заявила, что устала отвечать на вопросы о причёске: «У меня просто вьющиеся волосы, поднимаю вверх несколькими шпильками, всё». Татьяна Толстая пишет, что пригласила сенатора Петренко на программу «Школа злословия» для того, чтобы наконец установить истину:

«Мною двигали самые непотребные и тёмные желания. Мне хотелось возложить обе руки на голову сенатору Петренко и пожамкать её прическу. Изучив картинки в интернете, я убедилась, что Валентина Александровна всегда отличалась повышенной мелкокурчавостью, но в свои юные, обкомовские годы сдерживала буйный рост волос и носила прическу вполне объяснимую, типа пчелиный рой. Личико хорошенькое, ей шло. Но по мере карьерного роста курчавость сенатора нарастала (чему можно только позавидовать, конечно), пока голова не превратилась в папаху из каракуля. При этом высота папахи варьировалась, но неизменной оставалась диковинная форма».